# 杨景春 (1933年)
杨景春（1933年9月26日—2021年3月25日），男，安徽舒城人，中华人民共和国地理学家，北京大学城市与环境学院教授。专于地貌学研究。

## 生平
1933年生于安徽省舒城县城关镇，毕业于舒城中学。1956年毕业于南京大学地理系，同年分配至北京大学地质地理系工作，1961年任讲师，1980年任副教授，1987年晋升教授。长期从事地貌学和第四纪地质学的教学和科研工作，曾任北京大学地理系地貌与第四纪教研室主任。1985年后，任中国地理学会理事，中国地震学会理事、地貌与第四纪专业委员会副主任等职。1991年获北京市优秀教师称号。2001年10月退休。2021年3月25日15时30分在北京市逝世。

## 著作
1985年有高等教育出版社《地貌学教程》，2001年由北京大学出版社出版《地貌学原理》（2005年和2012年两次修订），2011年出版《活动构造地貌学》。